# Movimiento por la Independencia de Turquestán Oriental

Kök Bayraq se ha convertido en un símbolo del movimiento de independencia del este de Turkestán.

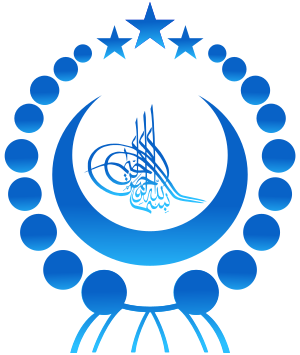
Este emblema, con el basmalah estilizado como una tughra, a veces se usa junto con la bandera que se muestra arriba.

El Movimiento por la Independencia de Turquestán Oriental, también conocido como el movimiento de independencia de Sinkiang o el movimiento de independencia Uigur, es un movimiento político y social que busca la independencia de la Región Autónoma Uigur de Sinkiang por parte de la República Popular China como patria del pueblo uigur, que se denominará "Turquestán Oriental". El territorio de la Región Autónoma de Sinkiang ha sido controlado continuamente por la República Popular de China desde que incorporó la provincia de Sinkiang de la República de China en 1949.
El gobierno chino considera que todo el apoyo al movimiento de independencia de Turquestán Oriental se enmarca en las definiciones de "terrorismo, extremismo y separatismo". Actualmente, el movimiento cuenta con el apoyo de grupos extremistas islámicos militantes, como el Partido Islámico de Turquestán, y ciertos grupos de defensa, como el Congreso Mundial Uigur, que generalmente no tienen vínculos verificables con el terrorismo, pero también son designados como organizaciones terroristas por China.

## Nombre
El nombre más común utilizado para Sinkiang por los defensores de la independencia es «Turquestán Oriental» (o «Uiguristán»). No hay consenso entre los separatistas acerca de si usar «Turquestán Oriental» o «Uiguristán»; El «Turquestán Oriental» tiene la ventaja de ser también el nombre de dos entidades políticas históricas en la región, mientras que Uiguristán apela a las ideas modernas de autodeterminación étnica. Uiguristán también es una diferencia de énfasis en que excluye a más personas en Sinkiang que solo a los han, pero el movimiento «Turquestán Oriental» sigue siendo un fenómeno uigur. El nombre «Turquestán Oriental» no se usa actualmente en un sentido oficial por la mayoría de los estados soberanos y las organizaciones intergubernamentales.

## Historia

### Yaqub Beg funda Kashgaria
El kokandi Yaqub Beg invadió Kashgar durante la rebelión de los dunganes (1862–77) para establecer un estado independiente después de aprovechar las rebeliones locales.
También durante la rebelión de los dunganes, los musulmanes turcos de Taranchi en Sinkiang cooperaron inicialmente con los dunganes (musulmanes chinos) cuando se levantaron en la revuelta, pero se volvieron contra ellos, porque los dunganes, conscientes de su herencia china, intentaron someter a toda la región a su dominio. Los Taranchi masacraron a los dunganes en Kuldja y condujeron al resto por el paso Talk al valle de Ili.

### Dentro de la República de China (1912–1949)
Uno de los primeros intentos de independencia del Turquestán Oriental fue el establecimiento de la Primera República del Turquestán Oriental (también conocida como República Islámica Turca del Turquestán Oriental), que duró entre 1933 y 1934. Esta república se formó tras una rebelión en Kashgar contra la República de China (1912–1949) (RC), que todavía estaba en proceso de conquistar Kashgar después de dos décadas de señores de la guerra en China (RC). La 36.ª División (Ejército Revolucionario Nacional) musulmán Hui chino reajustó la Primera República de Turkestán Oriental después de las victorias chinas (RC) en las conclusiones de las Batallas de Kashgar de 1933 y 1934.
Durante los últimos años de China bajo la República de China, que se enfrentó a los comunistas chinos en el contexto de la guerra civil china, la Unión Soviética bajo el líder Iósif Stalin invadió Xinjiang y ayudó a una rebelión local en Ili (Yining). La rebelión condujo al establecimiento de la Segunda República del Turquestán Oriental (1944-1949), que existía en tres distritos del norte (Ili, Tarbaghatai, Altay) de Sinkiang con ayuda secreta de la Unión Soviética. Después de salir victorioso (en su mayoría) al final de la guerra civil china en 1949, el Ejército Popular de Liberación anexó Sinkiang de la República de China en la Segunda República del Turquestán Oriental.

### En la República Popular China
Desde que la reforma económica china de fines de la década de 1970 ha exacerbado el desarrollo regional desigual, más uigures han emigrado a las ciudades de Sinkiang y algunos chinos han también han emigrado a Sinkiang para un avance económico independiente. El aumento del contacto étnico y la competencia laboral coincidieron con el terrorismo separatista uigur de la década de 1990, como los bombardeos de autobuses en Ürümqi de 1997.
Una redada policial de presuntos separatistas durante el Ramadán resultó en grandes manifestaciones que se volvieron violentas en febrero de 1997 en un episodio conocido como el Incidente de Ghulja que provocó al menos 9 muertes. Las bombas de autobuses en Ürümqi del 25 de febrero de 1997, tal vez una respuesta a la represión que siguió al Incidente de Ghulja, mataron a 9 e hirieron a 68. Hablando sobre la violencia separatista, Erkin Alptekin, expresidente del Congreso Nacional del Turquestán Oriental y destacado activista uigur, dijo: "Debemos enfatizar el diálogo y advertir a nuestros jóvenes contra el uso de la violencia porque deslegitima nuestro movimiento".
A pesar de que se habla mucho de separatismo y terrorismo en Sinkiang, especialmente después de los ataques del 11 de septiembre en los Estados Unidos y la invasión estadounidense de Afganistán, la situación en Xining fue tranquila desde finales de los noventa hasta mediados de 2006. En 2005, el autor uigur Nurmemet Yasin fue sentenciado a diez años de prisión por incitar al separatismo tras su publicación de un cuento alegórico, "La paloma azul".
Rebiya Kadeer afirmó que Turquía no puede interferir con los uigures porque reconoce que el conflicto kurdo-turco puede recibir interferencia de China como represalia.